# Vaïda Gouba
Vaïda Gouba (en russe : Вайда-Губа, en finnois : Vaitolahti, en same skolt : Âiʹddvuõnn) est un possiolok du raïon de Petchenga de l'oblast de Mourmansk, en Russie arctique. Sa population s'élevait à 94 habitants au recensement de 2010.

## Géographie
Le village de Vaïda Gouba se situe dans l'oblast de Mourmansk, un oblast de la Laponie, en Russie arctique, et il fait partie du district fédéral du Nord-Ouest. Le village fait partie du raïon de Petchenga, le raïon de l'oblast, avec Petchenga comme centre administratif.  
Vaïda Gouba, comme tout l'oblast de Mourmansk, est située dans le fuseau horaire MSK (heure de Moscou). Le décalage horaire appliqué par rapport au temps universel coordonné est +03:00.

## Démographie
Recensements (*) et estimations de la population,:
| 2002 * | 2010* | - | - |
| ------ | ----- | - | - |
| 165    | 94    | - | - |

Concernant les ethnies, en 2002, sur les 252 habitants, il y avait 88 % de Russes.